# Thủy Nguyễn
Nguyễn Thu Thuỷ (nghệ danh: Thuỷ Nguyễn và Tia-Thuỷ Nguyễn) là một nhà thiết kế thời trang, nghệ sĩ thị giác và nhà sản xuất.

## Tiểu sử
Thủy Nguyễn sinh năm 1981 tại Hà Nội. Sau khi tốt nghiệp trường Đại học Mỹ thuật Việt Nam vào năm 2006, cô nhận được học bổng tại Học viện Nghệ thuật và Kiến trúc Quốc gia tại Kiev, Ukraina, nơi cô tiếp tục theo học Thạc sĩ Mỹ thuật, rồi bảo vệ luận văn Tiến sĩ về nghệ thuật năm 2014. Các tác phẩm của cô thường tập trung phóng chiếu những quan sát của cô với thế giới xung quanh, thể hiện những cảm xúc hỗn độn nhưng đầy màu sắc của người phụ nữ thế giới hiện đại. Bên cạnh kỹ thuật hội họa xuất sắc, Thuỷ Nguyễn còn thể nghiệm sáng tác trên nhiều chất liệu đa dạng lấy cảm hứng từ địa phương nơi cô sinh sống.
Tại Việt Nam, cô được biết đến nhiều qua vải trò nhà thiết kế thời trang, người sáng lập thương hiệu Thuy Design House vào năm 2011. Thuy Design House được biết là một trong những thương hiệu tiên phong đưa văn hóa Việt và bản sắc các dân tộc anh em của Việt Nam vào thời trang may mặc sẵn (ready-to-wear). Thuỷ Nguyễn thường xuyên thiết kế trang phục dựa trên áo dài, áo tứ thân... với họa tiết lấy cảm hứng từ truyện ngụ ngôn Việt Nam hay tranh Đông Hồ. Cô còn là nhà thiết kế tiên phong trong phong cách mặc áo dài với quần jean/legging thay vì quần lụa ống rộng truyền thống. Gần đây nhất, bộ sưu tập "Mị Châu" lấy cảm hứng từ nghệ thuật sân khấu cải lương đã giúp cô đạt giải "Nhà thiết kế có tính sáng tạo đột phá – The Most Creative Designer" tại Việt Nam trong Tuần lễ Thời trang Quốc tế Việt Nam Thu/Đông 2019.
Ý thức được khoảng cách giữa công chúng và nghệ thuật đương đại, năm 2016, cô thành lập Trung tâm Nghệ thuật Đương đại The Factory, không gian đầu tiên ở Việt Nam được xây dựng dành riêng cho nghệ thuật đương đại, nhằm kết nối cộng đồng nghệ sĩ, thiết kế, sáng tạo và tạo dựng một nền tảng mang tính giáo dục, phản biện.
Các tác phẩm nghệ thuật của cô đã được trưng bày, sưu tập và đấu giá tại nhiều nơi trong nước và quốc tế. Năm 2018, cô là đại diện Việt Nam đầu tiên tham gia triển lãm và đấu giá (RED) Auction lần thứ 3, Sotheby's Miami, Hoa Kỳ, dự án chung tay hỗ trợ đẩy lùi HIV/AIDS, với tác phẩm "Sương mù đỏ thẫm". Năm 2019, cô là nghệ sĩ Việt Nam đầu tiên có tác phẩm trưng bày tại khu vườn nghệ thuật Château La Coste, Aix-en-Provence, Pháp – tác phẩm sắp đặt "Silver room". Tới năm 2022, triển lãm cá nhân của cô tại Château La Coste – chuỗi tác phẩm "Bồng bềnh chốn Hư không" sử dụng các kĩ thuật thủ công mới là đính kết cườm và sequin trên toan. Năm 2024, triển lãm cá nhân của cô với phòng tranh Almine Rech – chuỗi tác phẩm "Lấp lánh giữa Bao la" viết tiếp cuộc chơi với ánh sáng của cô, sử dụng đan xen các kĩ thuật hội hoạ sơn dầu truyền thống và đính kết cườm và sequin thủ công trên toan. Cũng trong năm 2024, Tia-Thuỷ Nguyễn trở thành một trong những nghệ sĩ Việt Nam đầu tiên kết hợp với nhà mốt huyền thoại Christian Dior để tái định nghĩa mẫu túi Lady Dior lịch sử trở thành "Lady Cloud" (Nàng Mây) - một tác phẩm điêu khắc làm từ thạch anh với các chi tiết đồ hoạ hình mây uyển chuyển, được gắn kết từ hàng ngàn tinh thể thạch anh lấp lánh, rực rỡ, tạo nên sự tương tác sống động giữa ánh sáng và bóng tối trên bề mặt tác phẩm.
Năm 2019, tạp chí Forbes vinh danh cô là một trong "50 người phụ nữ có ảnh hưởng nhất Việt Nam năm 2019". Thủy Nguyễn cũng tham gia cộng tác trong nhiều dự án phim điện ảnh với vai trò thiết kế phục trang, tạo hình nhân vật...

## Sự nghiệp

### Thời trang
Thủy Design House lần đầu ra mắt vào năm 2011, sử dụng nhiều chất liệu, nhiều kỹ thuật khác nhau, lấy gấm làm chủ đạo, kết hợp hiện đại với truyền thống, bộc lộ nét nữ tính, Á Đông, năng động và duyên dáng.
| Năm  | Bộ sưu tập                    | Ghi chú                                                                                              | Chú thích                          |
| ---- | ----------------------------- | --- | ---------------------------------- |
| 2013 | Black & White                 | Thời Trang & Đam Mê, HTV                                                                             |                                    |
| 2013 | Spring & Summer               | Thời Trang & Nhân vật, HTV                                                                           |                                    |
| 2014 | Nàng mây                      | Tuần lễ Thời trang Việt Nam                                                                          | [ 18 ] [ 19 ]                      |
| 2014 | The Rose                      | Thời Trang & Đam Mê, HTV                                                                             |                                    |
| 2015 | Lúng liếng                    | Tuần lễ Thời trang Quốc tế Việt Nam                                                                  | [ 20 ] [ 21 ] [ 22 ]               |
| 2015 | Spring & Summer               | Thời Trang & Nhân vật, HTV                                                                           |                                    |
| 2015 | The silent summer             | Đẹp Runway Fashion                                                                                   | [ 23 ]                             |
| 2016 | Gió mùa về                    | Tuần lễ Thời trang Quốc tế Việt Nam                                                                  | [ 24 ]                             |
| 2016 | Cọc cạch                      | ELLE Fashion Journey                                                                                 | [ 25 ] [ 26 ] [ 27 ]               |
| 2016 | Viên mãn                      | Tuần lễ Thời trang Quốc tế Việt Nam                                                                  | [ 28 ] [ 29 ] [ 30 ]               |
| 2017 | Cô Ba Sài Gòn                 | Tuần lễ Thời trang Quốc tế Việt Nam                                                                  | [ 31 ]                             |
| 2017 | Mộng mị                       | Tuần lễ Thời trang Quốc tế Việt Nam                                                                  | [ 32 ]                             |
| 2018 | Áo dài non nước               | Chương trình Tình Xuân - Kỉ niệm 32 năm thành lập Báo Thanh Niên                                     | [ 33 ]                             |
| 2018 | Áo dài sen                    | Áo dài Festival                                                                                      | [ 34 ] [ 35 ] [ 36 ]               |
| 2019 | Mỵ Châu                       | Tuần lễ Thời trang Quốc tế Việt Nam Flying Solo showcase, New York Fashion Week & Paris Fashion Week | [ 37 ] [ 38 ] [ 39 ] [ 40 ] [ 41 ] |
| 2019 | Tình tang                     | Show cá nhân đầu tiên tại Khách sạn Continental, Tp. HCM                                             | [ 42 ] [ 43 ] [ 44 ] [ 45 ] [ 46 ] |
| 2020 | Capsule Collection            | Tranoi Trunk Show, Paris                                                                             |                                    |
| 2020 | Tìm người trong mộng          | ELLE Wedding Art Gallery                                                                             | [ 47 ]                             |
| 2021 | Thuỷ Nguyễn: Mộng bình thường | Triển lãm thời trang                                                                                 | [ 48 ] [ 49 ] [ 50 ] [ 51 ]        |
| 2022 | Tơ hồng                       | | [ 52 ] [ 53 ] [ 54 ]               |
| 2023 | Ới a ơi à                     | Fashion Voyage 5                                                                                     | [ 55 ] [ 56 ] [ 57 ]               |
| 2023 | Thuỷ Nguyễn: Mộng bình thường | Triển lãm thời trang                                                                                 |                                    |
| 2024 | Lả lơi áng mây trôi           | Tuần lễ Thời trang Quốc tế Việt Nam                                                                  | [ 58 ]                             |
| 2024 | Én nhạn hiệp đôi              | Tuần lễ Thời trang Quốc tế Việt Nam                                                                  | [ 59 ]                             |
| 2024 | Ru - Hò xự xang xê cống       | Show cá nhân, Gem center, TP. HCM                                                                    | [ 60 ]                             |

Bên cạnh các sàn diễn thời trang, cô còn tham dự các chương trình giao lưu trao đổi văn hóa: Nhật Bản, Ý, Tây Ban Nha, Mỹ...

### Nghệ thuật
Thủy Nguyễn lấy nghệ danh là Tia-Thuỷ Nguyễn. Các tác phẩm của cô thường tập trung phóng chiếu những quan sát của cô với thế giới xung quanh, thể hiện những cảm xúc hỗn độn nhưng đầy màu sắc của người phụ nữ thế giới hiện đại.
| Năm  | Tên triển lãm                                                             | Địa điểm                                        | Chú thích            |
| 1999 | Triển lãm cá nhân The Young and the Restless                              | Gallery Café, Hà Nội, Việt Nam                  |                      |
| 1999 | Nguyễn Thu Thủy và Trần Nhật Thăng - một triển lãm đôi                    | Gallery L'Atelier, Hà Nội, Việt Nam             |                      |
| 2000 | Triển lãm nhóm Nghệ sĩ Việt Nam                                           | Hanoi Expo Center, Hà Nội, Việt Nam             |                      |
| 2000 | Triển lãm cá nhân Cảm xúc Con người                                       | Gouman Gallery, Hà Nội, Việt Nam                |                      |
| 2001 | Triển lãm nhóm Nghệ sĩ trẻ và tiềm năng                                   | Trung tâm Nghệ thuật Đương đại Hà Nội, Việt Nam |                      |
| 2002 | Triển lãm cá nhân tại Mai Gallery                                         | Hà Nội, Việt Nam                                |                      |
| 2003 | Giải thưởng và triển lãm nhóm Philip Morris                               | Hà Nội, Việt Nam                                |                      |
| 2016 | Sáng lập Trung tâm Nghệ thuật Đương đại The Factory                       | Thành phố Hồ Chí Minh, Việt Nam                 |                      |
| 2016 | Đồng giám tuyển triển lãm TechNoPhobe                                     | Thành phố Hồ Chí Minh, Việt Nam                 |                      |
| 2017 | Triển lãm nhóm Kỷ niệm Hội nghị APEC                                      | Hà Nội, Việt Nam                                |                      |
| 2018 | Đấu giá và triển lãm (RED) Auction lần thứ 3, tác phẩm "Sương mù đỏ thẫm" | Sotheby's Miami, Florida, Hoa Kỳ                |                      |
| 2019 | Vào miền nghệ thuật, triển lãm nhóm công cộng tại Phố Bên Đồi             | Đà Lạt, Việt Nam                                |                      |
| 2019 | "Silver Room", tác phẩm sắp đặt                                           | Château la Coste, Aix-en-Provence, Pháp         | [ 64 ] [ 65 ]        |
| 2022 | "Floating in the Nothingness", triển lãm cá nhân                          | Château La Coste, Aix-en-Provence, Pháp         | [ 66 ] [ 67 ]        |
| 2023 | "Flower of Life", triển lãm cá nhân                                       | Château La Coste, Aix-en-Provence, Pháp         | [ 68 ] [ 69 ] [ 70 ] |
| 2024 | "Sparkle in the Vastness", triển lãm cá nhân                              | Almine Rech Gallery, Magtinon, France           | [ 71 ] [ 72 ]        |
| 2024 | "'Burdening Dream", triển lãm cá nhân                                     | Almine Rech Gallery, Monaco                     | [ 73 ] [ 74 ]        |
| 2024 | "Drops of the Sun", triển lãm cá nhân                                     | Mareterra, Monaco                               | [ 75 ] [ 76 ]        |
| 2024 | "Lady Cloud" - dự án 'Lady Dior As Seen By', triển lãm nhóm               | Thành phố Hồ Chí Minh, Việt Nam                 | [ 77 ] [ 78 ]        |
| 2024 | "Gesture & Form: Women in Abstraction", triển lãm nhóm                    | New York, USA                                   | [ 79 ]               |
| 2024 | "Nature's Reflections", triển lãm nhóm                                    | Monaco                                          | [ 80 ]               |
| 2025 | "Hồi Sinh", tác phẩm sắp đặt                                              | Hà Nội, Việt Nam                                | [ 81 ] [ 82 ]        |
|      |                                                                           |                                                 |                      |

### Phim
| Năm  | Vai trò                                                       | Chú thích                   |
| 2015 | Đồng sản xuất film và Thiết kế phục trang "Ngày nảy ngày nay" |                             |
| 2016 | Đồng sản xuất film "Sài Gòn, Anh Yêu Em"                      | [ 83 ] [ 84 ]               |
| 2017 | Đồng sản xuất và Thiết kế phục trang film "Cô Ba Sài Gòn"     | [ 85 ] [ 86 ] [ 87 ] [ 88 ] |
| 2017 | Đồng sản xuất và Thiết kế phục trang film "Mẹ Chồng"          | [ 89 ] [ 90 ]               |
| 2018 | Đồng sản xuất và tư vấn phục trang film "Mùa Viết Tình Ca"    |                             |
| 2018 | Đồng sản xuất film "Song Lang"                                |                             |
| 2018 | Đồng sản xuất film "Gái Già Lắm Chiêu, phần 2"                |                             |
| 2019 | Đồng sản xuất và tư vấn phục trang film "Thất Sơn Tâm Linh"   |                             |
| 2019 | Đồng sản xuất film "Vu Quy Đại Náo"                           |                             |
| 2020 | Sáng lập và Giám đốc Nghệ thuật của Xưởng Phim Màu Hồng       |                             |
| 2020 | Sản xuất film "Sắc Đẹp Dối Trá"                               |                             |
| 2020 | Sản xuất và Thiết kế phục trang film "Sài Gòn trong cơn mưa"  |                             |
| 2021 | Thiết kế phục trang film "Trạng Tí phiêu lưu ký"              |                             |
| 2021 | Thiết kế phục trang film "Kiều"                               |                             |
| 2022 | Thiết kế phục trang film "Em và Trịnh"                        | [ 91 ]                      |
| 2024 | Thiết kế phục trang film "Công Tử Bạc Liêu"                   | [ 92 ]                      |
|      |                                                               |                             |

### Giải thưởng và đề cử
| Năm  | Hạng mục                                                                             | Giải thưởng                          | Chú thích |
| 2017 | Giải "Sáng tạo xuất sắc" dành cho tổ thiết kế và phục trang trong phim Cô Ba Sài Gòn | Ngôi Sao Xanh                        |           |
| 2017 | Đề cử "Nhân vật truyền cảm hứng"                                                     | WeChoice Awards                      |           |
| 2018 | Top 3 Nhà Thiết Kế của năm                                                           | Elle Style Awards                    |           |
| 2018 | Giải "Young & Rising Designer"                                                       | Global Sources Exhibitions, Hongkong |           |
| 2019 | 50 người Phụ Nữ có ảnh hưởng nhất tại Việt Nam                                       | Forbes Vietnam                       | [ 93 ]    |
| 2019 | Giải thưởng "Tự hào Việt Nam"                                                        | Elle Style Awards                    |           |
| 2019 | Nhà thiết kế có tính sáng tạo đột phá                                                | Tuần lễ Thời trang Quốc tế Việt Nam  |           |
| 2020 | Giải thưởng "Nhà thiết kế của năm"                                                   | Style-Republik Fashion Awards        |           |
| 2021 | Đề cử "Nhà thiết kế Áo dài của Năm"                                                  | Style-Republik Fashion Awards        |           |